# Нубари, Нубарали Ага Гули оглы
Нубарали Ага Гули оглы Нубари (азерб. Nubarəli Ağaqulu oğlu Nubari; 1912, остан Азербайджан — 1 января 1971, Шемахинский район) — советский азербайджанский виноградарь. Герой Социалистического Труда (1951).

## Биография
Родился в 1912 году в селе Сутен остана Азербайджан в Персии (ныне остан Восточный Азербайджан Ирана).
Окончил медресе. В 1945—1946 годах занимался революционной деятельностью в Иране, активно участвовал в основании Азербайджанского Народного Правительства.
В 1946 году эмигрировал в Советский Союз. Начал трудовую деятельность в 1946 году рабочим виноградарского совхоза имени Ленина (ранее имени Багирова) Шемахинского района, позже звеньевой, заведующий отделом и бригадир в этом же совхозе. Успешно освоив агротехнические приемы, Нубари ввел на своем участке дифференцированный уход за кустами. В 1950 году получил высокий урожай винограда — 101,3 центнера с гектара на площади 3,7 гектара, а в 1951 году собрал урожай, перевыполнив план в 92 центнера с гектара.
Указом Президиума Верховного Совета СССР от 3 сентября 1951 года, за получение высоких урожаев винограда в 1950 году при выполнении виноградарскими совхозами плана сдачи государству сельскохозяйственных продуктов и обеспеченности семенами всех культур в размере полной потребности для весеннего сева 1951 года, Нубари Нубарали Ага Гули оглы присвоено звание Героя Социалистического Труда с вручением ордена Ленина и золотой медали «Серп и Молот».
Скончался 1 января 1971 года в Шемахинском районе.